# Caenotropus schizodon
Caenotropus schizodon es una especie de peces de la familia Chilodontidae en el orden de los Characiformes.

## Morfología
Los machos pueden llegar alcanzar los 9,1 cm de longitud total.

## Hábitat
Vive en zonas de clima tropical. 

## Distribución geográfica
Se encuentran en Sudamérica:  cuenca del río Tapajós (cuenca del río Amazonas en Brasil ).